# 救援机会
救援機會（英語：Save Opportunities，通常記為）或稱為救援情境（Save situation），指的是棒球比赛中，投手登場時無人在壘且球隊領先不超過三分；或者是連續被打兩支全壘打就不再領先的情況。
如果投手在救援情境下登場，後來球隊繼續得分，使得救援情境消失，只要這名投手投完比賽，仍給予救援成功的紀錄。不過現代棒球越來越注重分工，一般不會讓終結者投超過一局。當然，這也不是絕對。
投手不可以自己製造救援機會。當球隊大幅領先的時候，投手想藉著失分來營造救援情境是不行的，因為救援情境只看投手剛登場的時候。當然，這時候下一個接替的投手就有救援機會了。
勝投、中繼成功、救援成功這三項紀錄是互斥的。也就是說在同一場比賽裡，一名投手至多只能獲得其中一項紀錄，不能同時獲得兩項以上。